# Haplopeodes capsici
Haplopeodes capsici är en tvåvingeart som beskrevs av Spencer 1973. Haplopeodes capsici ingår i släktet Haplopeodes och familjen minerarflugor. Inga underarter finns listade i Catalogue of Life.